# Marc Fraysse
Pour les articles homonymes, voir Fraysse.
Marc Fraysse, né le 22 janvier 1949 à Lyon (Rhône), est un homme politique français.

## Détail des fonctions et des mandats
Mandat parlementaire
- 28 mars 1993 - 21 avril 1997 : Député de la 6e circonscription du Rhône